# Perfume (film, 2001)
Ne pas confondre avec le film de 2006 Le Parfum (film)
Pour les articles homonymes, voir Perfume.
Perfume est un film américain réalisé par Michael Rymer et Hunter Carson, sorti en 2001.

## Synopsis
Le film suit durant une semaine le milieu de la mode à l'approche d'un défilé à New York.

## Distribution
| - Estella Warren : Arrianne - Jeff Goldblum : Jamie - Mariel Hemingway : Leese Hotton - Carmen Electra: Simone - Omar Epps : J.B. - Peter Gallagher : Guido - Paul Sorvino : Lorenzo Mancini - Sonia Braga : Irene Mancini - Michael Sorvino : Mario Mancini | - Jared Harris : Anthony - Rita Wilson : Roberta - Michelle Forbes : Francene - Leslie Mann : Camille - Harris Yulin : Phillip - Joanne Baron : Janice - Michelle Williams : Halley - Michelle Monaghan : Henrietta - Morena Baccarin : Monica |